# Kururin Paradise
Kururin Paradise (くるりんパラダイス) est un jeu vidéo d'action et de réflexion développé par Eighting et édité par Nintendo, sorti exclusivement au Japon en 2002 sur Game Boy Advance.